# Celerena triflava
Celerena triflava là một loài bướm đêm trong họ Geometridae.